# Chalcothore montgomeryi
Chalcothore montgomeryi là một loài chuồn chuồn kim thuộc họ Polythoridae. Đây là loài đặc hữu của Venezuela. Môi trường sống tự nhiên của chúng là sông ngòi. Chúng hiện đang bị đe dọa vì mất nơi sống.